# Jogos de CSI
A franquia CSI tem sido base de uma série de jogos de vídeo. Um total de nove jogos baseados na equipe de Las Vegas foram criados. Dois jogos baseados em torno do spin-off CSI: Miami e um outro para o CSI: NY, também foram criados. A Radical Entertainment, vinha desenvolvendo os jogos de CSI até 2004. Depois, a Telltale Games passou a desenvolver os jogos. Atualmente é a Ubisoft quem publica os jogos.

## Jogos

### CSI: Las Vegas
- CSI: Crime Scene Investigation (2003) (PC, Mac, Xbox) [1]
- CSI: Dark Motives (2004) (PC, Nintendo DS) [2]
- CSI: 3 Dimensions of Murder (2006) (PC, PlayStation 2)[3]
- CSI: Hard Evidence (2007) (PC, Xbox 360 , Wii , Mac) [4]
- CSI: Deadly Intent (2009) (PC, Xbox 360, Wii, Nintendo DS) [5]
- CSI: Fatal Conspiracy (2010) (PC, Xbox 360, Wii, PlayStation 3) [6]
- CSI: Unsolved (2010) (Nintendo DS, Nintendo DSi) [7]
- CSI: Crime City (2010) (Facebook, Orkut) [8][9]
- CSI: Hidden Crimes (2014) (Android, iOS)

### CSI: Miami
- CSI: Miami (2004) (PC) [10]
- CSI: Miami (2008) (iOS)

### CSI: NY
- CSI: NY (2008) (PC , Mac) [11]